# Haradok (sielsowiet Barawaja Buda)
Haradok (biał. Гарадок; ros. Городок, Gorodok) – wieś na Białorusi, w obwodzie homelskim, w rejonie kormańskim, w sielsowiecie Barawaja Buda.